# La morisca
La morisca és una òpera en un acte i deu escenes amb música de Jaume Pahissa sobre un llibret d'Eduard Marquina, estrenada al Gran Teatre del Liceu de Barcelona el dia 15 de febrer de 1919.

## Context
Jaume Pahissa va rebre d'Eduard Marquina el llibret del drama líric La morisca, un text que va ser publicat el 1918 a Madrid per l'editorial Renacimiento, escrit en castellà i signat en setembre de 1914 per l'escriptor, la data a la qual el va enviar al compositor.
Sobre la partitura, Jaume Pahissa va indicar que havia intentat fer una música allunyada de les tendències germàniques, en clara referència al wagnerisme, i a la música italiana, en la línia de la lírica catalana:
| « | El caràcter de la música no he mirat que prengui el color moresc de teatre pobre, que en algunes escenes hauria pogut tenir, sinó que aquest caràcter apareixerà per l'expressió que porta la poesia; però jo estic convençut que en tots els moments tot aquell que vulgui penetrar quelcom en el fons de la partitura podrà comprendre que és música feta amb tot el nostre cel, lluny de la complexitat innecessària i de la immensa fantasia germànica, però a la vora de la seva ferma polifonia i perdurable inspiració; lluny de la lleugera constitució i repetides banalitats italianes, però a la vora de les seves abundants i sinceres melodies, de la seva natural expressió dramàtica i de la seva forma concreta i justes proporcions. | » |

L'èxit va acompanyar l'estrena, amb l'única nota negativa en els decorats, que segons la premsa eren pobres o regulars. També la premsa va coincidir en la mediocre actuació dels cors. S'ha de dir que la temporada del Liceu va comportar moltes interpretacions, i en alguns casos amb molt poc temps entre primeres funcions d'obres diferents. El dia 3 de març es va fer un acte d'homenatge al compositor, com era costum a l'època, al llarg d'un sopar al qual van assistir el compositor i els cantants principals, d'una banda, i de l'altre molts músics i cronistes musicals de la Barcelona d'aquella època.
L'obra va ser representada per una companyia de sarsuela al Teatre Victòria del Paral·lel de Barcelona, el mes de novembre del mateix any 1919, un local on no s'acostumava representar òpera.
L'any 1918 l'editorial Unió Musical Espanyola va publicar a Barcelona la reducció per a veu i piano de l'obra, en arranjament fet pel mateix autor de la música, Jaume Pahissa.

## Personatges
| Paper                  | Tessitura | Intèrprets de l'estrena 24 de març de 1904 (Director: Jaume Pahissa) |
| ---------------------- | --------- | -------------------------------------------------------------------- |
| Mari Cruz, la morisca  | soprano   | Fidela Campiña                                                       |
| Alonso de Torre Gomara | baríton   | Domenico Viglione-Borghese                                           |
| Ben Afar               | tenor     | Duguen Eguileor                                                      |

A més, van intervenir els cantants Pura Taboada, Conrad Giralt, Josep Ricart i Bertran Alfonso. Els decorats van anar a càrrec de Josep Castells.

## Argument[8]
Lloc: castell de Torre Gomara, zona fronterera.
Època: any 1490, abans de la rendició de Granada.
Són les primeres hores de la tarda d'un dia de tardor. Se senten lluny trompetes i tambors. El guaita, recolzat en els merlets, escruta la vega. Mencía, l'antiga dida d'Alonso, fila el floc en un racó. Anuncia el guaita el retorn del senyor de la Torre Gomara, portant amb ell nombrosos moros presoners.
Mentre la dida, encuriosida, puja als merlets per veure'ls, apareix Mari-Cruz, la morisca que va capturar el senyor un dia i va mantenir al seu servei, acabant per enamorar-se d'ella. La morisca crida a Mencía, per dir-li que des de dalt de la torre ha vist venir al senyor, al so de trompetes i amb molt d'estrèpit bèl·lic. Mentre prepara la taula pel menjar del seu amo, treu el cap un captiu ancià a través de la reixa, demanant aigua amb veu extenuada i gest suplicant.
La morisca s'afanya a donar-li socors, en tant que, des de fora, una cridòria eixordadora anuncia l'arribada dels soldats amb nous captius. Quatre ballesters s'avancen per obrir les masmorres. Arriben, després que ells, unes dones mores presoneres i alguns homes moros, també lligats de mans. Les dones cauen als peus de la morisca demanant-li protecció. Ella els diu que res no pot fer, per ser només una esclava. Ben Afar maleeix a la perjura, a qui estimava amb passió en un passat, manifestant-li que el seu amor va acabar per sempre, i apoderant-se de les claus de la garjola les llança a la morisca perquè sigui ella mateixa qui li tanqui. Entra Alonso de Torre Gomara, el senyor, seguit de la seva gent, i buscant a la morisca, en veure-la al costat de la reixa dels captius la saluda amb fredor. Deixa francs de servei als seus, que es retiren de l'escena, i queda sol amb Mari-Cruz i Mencía. Es treu el casc i l'espasa, i rebutja a la morisca que acudeix a recollir-los, lliurant-los a la vella nodrissa, donant al mateix temps a aquesta l'ordre d'anar a la recerca dels seus plebeus i servidors perquè l'acompanyin a la taula en celebració de les noves conquestes.
Queden a escena Alonso i la morisca. Ella cau als peus del seu senyor, demanant-li perdó pels captius, per ser companys seus d'infància. Alonso creu veure en les paraules i l'actitud de la morisca raons amagades d'amor, i li retreu que aquelles súpliques no siguin per salvar als seus germans, sinó només al seu estimat Ben Afar. Demana-li de nou ella clemència, justament per allunyar les seves sospites: rescatant a Ben Afar no li veuran més, i acabarà la gelosia del seu amo. Per fi ell accedeix, a canvi de considerar, en endavant, mort l'amor que va sentir per ella. I donant-li prova de la seva magnanimitat, en record de l'afecte que li va tenir, li llança les claus perquè ella mateixa lliure als captius, i es vagi també amb ells, no volent tornar a veure-la.
Sonen aleshores fora del castell les veus dels plebeus cridats per celebrar la victòria del senyor. Alonso surt joiós a rebre'ls i els obsequia, corrent el vi en abundància. En tant, la morisca, com una bèstia acorralada, ha retrocedit, ocultant-se en un racó. Després Alonso obre les portes que condueixen a l'interior del castell, i convida als seus homes a taula, sortint tots. La morisca es disposa a seguir a Alonso, però ell la deté i l'obliga a retrocedir. A les súpliques d'ella, Alonso li nega el pas, ordenant-li que marxi amb els seus, a qui ha concedit la llibertat.
Queda sola la morisca, desolada i pensativa, lamentant el destí que la condemna a la solitud, i la mala hora en què van arribar la seva gent agarena. Les captives, des del fons de la cova, canten tendres queixes demanant a la seva germana morisca la llibertat. Tres d'elles treuen el cap a la reixa, tendint les mans suplicants a la morisca. Aquesta, emocionada i resolta, obre la reixa.
El crit de llibertat sorgeix com un clam del fons de la caverna. La morisca lluita amb les seves oposades emocions, mentre els captius li besen les mans, contents i agraïts. En sortir un dels últims, Ben Afar s'avança amb aire greu. Mentre els altres captius retrocedeixen, agrupant-se en el fons, Ben Afar manifesta a la seva antiga estimada que ell beneeix al cristià alliberador si la captivitat acaba també per ella, però li maleeix si el castellà pretén quedar-se a la morisca.
Rèplica aquesta, plorant, que ella marxarà també lliure, per ordre del senyor de Torre Gomara. Però Afar li retreu el plor, dient-li que tot hauria de ser goig en ella, per tornar amb els seus. La morisca, que s'ha acostat a la porta que condueix a la seva estada, treu d'ella una creu de palma i la besa, ocultant-la al pit, mentre beneeix al seu senyor i es disposa a marxar. Ben Afar la deté, i jura venjar-se del segrest de la morisca abans de sortir d'allà. Ella li fa front, i Afar incita els seus per sorprendre el castellà en la seva orgia i matar-lo. La morisca, veient el senyor en perill, els barra el pas. Insisteixen ells a atacar els cristians, i la morisca, veient que no els pot aturar per més temps, dona el crit d'alarma.
S'obre a la part alta un finestral, treuen el cap uns plebeus i donen la veu d'alarma. Els captius fugen, en veure arribar gent armada, arrossegant Ben Afar amb ells. La morisca, en rebre les pedres que aquests li han llançat a la cara, s'atura vacil·lant i es recolza desolada a la polleguera de la porta, mentre plora. Als crits d'alarma arriben els ballesters amb Alonso, seguit dels seus plebeus. Veu Alonso a la morisca i li pregunta per què no ha marxat amb els captius. «No em van voler», li replica l'esclava. El senyor emocionat, li ofereix asil fins a trencar del dia, però ella ho refusa i comença a caminar. Surt la morisca i tot queda en silenci. Després, el senyor mana a Mencía que il·lumini la llar, mentre se sent un cant de dolor de la morisca, que s'allunya.